# JUNGLE FIRE feat. MOTSU
『JUNGLE FIRE feat. MOTSU』（ジャングルファイヤー フィーチャリング モツ）は、芹澤優のシングル。

## 概要
- テレビアニメ『MFゴースト』Season.1のオープニングテーマ曲。[1]
- 同アニメ放送に合わせたトヨタ・GR86のコラボCMにおいても本楽曲が使われており、その内容としては｢夜の峠を｢藤原とうふ店｣と入ったAE86、片桐カナタの駆るZN6型86、そしてドライバー不詳のGR86が縦走するものであり86と言う車両と『MFゴースト』及び先代作たる『頭文字D』の時の流れを表現した構成となっている[2]。